# Neoempheria varipennis
Neoempheria varipennis är en tvåvingeart som beskrevs av Lynch Arribalzaga 1892. Neoempheria varipennis ingår i släktet Neoempheria och familjen svampmyggor. Inga underarter finns listade i Catalogue of Life.